# Emblem
Emblem je likovno znamenje, ki simbolizira kako pripadnost, dejavnost ali idejo ali emblem je abstraktna ali reprezentativna slikovna podoba, ki predstavlja zamisel, kot moralno resnico ali alegorijo ali osebo, kot kralja ali svetnika. 

## Emblem in simbol
Čeprav se besedi emblem in simbol pogosto uporabljata izmenično, je emblem vzorec, ki se uporablja za predstavitev ideje ali posameznika. Emblem oblikuje v konkretnem, vizualnem izrazu neko abstrakcijo: božanstvo, pleme ali narod ali vrlino ali pregreho.
Emblem se lahko nosi ali drugače uporablja kot identifikacijska priponka ali nalepka. Na primer, značke policistov se nanašajo na njihov osebni kovinski emblem, ker se po njihovih tkanih emblemih na uniformah prepoznajo člani posamezne enote. Prava ali kovinska školjčna lupina, simbol apostola svetega Jakoba, prišita na klobuk ali obleko, označuje srednjeveškega romarja na njegovi poti v Santiago de Compostela. V srednjem veku so mnogi svetniki imeli svoje embleme, ki so služili za njihovo identifikacijo na slikah in drugih podobah: sv. Katarina je imela kolo ali meč, sveti Antona opat, prašiča in majhen zvonec. Ti se imenujejo tudi atributi, še posebej, če so prikazani v umetnosti, ko se nosijo ali so blizu svetnika. Kralji in druge pomembne osebe so imele bolj osebne embleme ali simbole, ki so bili drugačni od njihove družinske heraldike. Najbolj znan je sonve XIV. Francoskega, salamander Franca I. Francoskega, merjasec Riharda III. Angleškega in armilarna sfera Manuela I. Portugalskega. V petnajstem in šestnajstem stoletju je bila v modi, ki se je začela v Italiji, izdelava velikih medalj s pokončno glavo na sprednji in emblemom na hrbtni strani; ki bi jo dali prijateljem ali kot diplomatska darila. Pisanello je naredil veliko najzgodnješih in najboljših med njimi.
Simbol po drugi strani nadomešča eno stvar za drugo, bolj konkretno:
- krščanski križ je simbol križanja; je simbol žrtvovanja.
- rdeči križ je eden izmed treh simbolov, ki predstavljajo mednarodni Rdeči križ. [3] Rdeči križ na beli podlagi, je simbol humanitarnega duha.
- polmesec je simbol lune; je simbol Islama.
- Lobanja in prekrižane kosti je gusarski simbol, ki označuje strup. [4] Lobanja je emblem za minljivost človeškega življenja.

## Druga terminologija
Totem je poseben živalski simbol, ki izraža duh klana. Heraldika pozna njihove embleme kot naboj. Lev passant služi kot emblem Anglije, podivjan lev je emblem Škotske.
Ikona je sestavljena iz slike (prvotno verske slike), ki je postala po dogovoru standardizirana. Logotip je brezosebna, sekularna ikona, običajno gospodarskega subjekta.

## Emblem v zgodovini
Od 15. stoletja je termin emblem (emblema; iz grščine: ἔμβλημα - 'reliefni (vtisnjen) ornament') in emblematura pripadal termini technici arhitekture. To pomeni ikonično slikanje, risanje ali kiparska predstavitev zamisli, pritrjene na hišah in pripada - podobno napis - arhitekturnim okraskom (ornamentom). Od objave v De Re Aedificatoria (1452, Deset knjig o arhitekturi),  Leona Battiste Albertija (1404-1472), so vzorce po De architecturi rimskega arhitekta in inženirja Vitruvija, so embleme povezovali z egiptovskimi hieroglifi in so veljali za izgubljen univerzalni jezik.  Zato emblemi pripadajo renesančnemu poznavanju antike, ki obsega ne samo grško in rimsko antiko, temveč tudi egiptovsko antiko, kar dokazujejo številni obeliski zgrajeni v 16. in 17. stoletju v Rimu. 
Leta 1531 je bila v Augsburgu objavljena prva knjiga emblemov, Emblemata, italijanskega pravnika Andrea Alciato, ki je sprožila navdušenje nad emblemi, ki je trajalo dve stoletji in se je dotaknilo večine držav zahodne Evrope.  "Emblem" v tem smislu se nanaša na didaktično ali moralizirajočo kombinacijo slike in besedila, namenjen pripravi bralca v samo-odsevni pregled svojega lastnega življenja. Zapletena združenja simbolov lahko posredujejo informacije o kulturni obveščenosti gledalca, značilnost umetniškega gibanja 16. stoletja, imenovanega manierizem.Priljubljeno zbirko emblemov je predstavil leta 1635 Francis Quarles. Vsak od emblemov je vseboval parafrazo iz odlomka Svetega pisma, izraženo v veličastnem in metaforičnem jeziku, sledijo odlomki krščanskih očetov in zaključi z epigrami v štirih vrsticah . Vse je bilo opremljeno z emblemom, ki je predstavljal simbolno predstavo.
Zbirka Quarlesovih emblemov je bila izjemno priljubljena in je imela široko občinstvo ter izšla v mnogih izdajah. Vendar pa kritiki v 17. in 18. stoletju niso bili tako prijazni na Quarlesa. Sir John Suckling, v svojem A Sessions of the Poets (1637) nespoštljivo namiguje nanj kot on "govori kot Bog pompozno z veliko patetike". Alexander Pope v Dunciadu je govoril o emblemih, "Kjer se slike za stran odkupijo in Quarlesa rešijo lepote, ki niso bile njegove".

## Oblikovanje emblema
Emblem je v likovni umetnosti znamenje, ki s kombinacijo slikovnega in besednega dela predstavlja izbrano vsebino. Sestoji iz mota (gesla), slike (podobe) in epigrama.
- geslo: v nekaj besedah izražena vsebina emblema
- slika: likovna predstavitev gesla oz. ideje
- epigram: v verzih podana razlaga, ki osvetljuje pomen gesla in podobe

## Znani emblemi
| candide et syncer (čist in sijoč) | nepoškodovani močerad sredi plamenov      | glej, močerad gre nepoškodovan sredi plamenov, kakor tudi čistost ostaja večno neoskrunjena |
| slepim nobena luč ne pomaga       | sova z baklama in soncem                  | sova kljub svetlobi ne vidi podnevi                                                         |
| dobrota je sirota                 | otroci s palico klatijo jabolka z drevesa | klestijo jablano, ki je s svojo rodovitnostjo spravila sebe v pogubo                        |